# Brigitte Ahrens
Pour les articles homonymes, voir Ahrens.
Brigitte Ahrens, née le 13 septembre 1945 à Chemnitz, est une chanteuse de schlager allemande très connue en ex-Allemagne de l'est.

## Discographie
- 1968 Donaumelodie
- 1969 Heut ist mein Tag
- 1969 Warum hat er wieder nicht geschrieben
- 1969 Ade, ade, der Zug fährt ab
- 1969 Lass dich doch bald wieder sehen
- 1969 Was soll ich mit roten Rosen
- 1970 Halt dein Herz fest
- 1970 Du mit deinen Wanderaugen
- 1971 Alles dreht sich um uns beide
- 1971 Wenn dein Herz mir verzeiht
- 1971 Heut ist mein Tag
- 1971 Wo ist die liebe Sonne
- 1972 Und der Sommer kommt bald zurück
- 1972 Komm in den Tag
- 1974 Da ging für mich die Sonne auf
- 1974 Insel im Fluss

- 1970 Mal mir einen Regenbogen
- 1971 Es geht weiter
- 1974 Schau nur auf die Sonnenuhr
- 2005   CD Ich geh auf die Fünfzig … na und